# Yulián Semiónov
Yulián Semiónovich Semiónov (del ruso: Юлиан Семёнович Семёнов), AFI: [julʲɪˈan sʲeˈmʲonəvʲɪtɕ sʲeˈmʲonəf], más conocido como Yulián Semiónovich Lyandres (del ruso: Ляндрес) (Moscú, URSS, 8 de octubre de 1931 — Moscú, Rusia, 15 de septiembre de 1993) fue un escritor soviético y ruso, guionista, periodista y poeta.

## Biografía

### Familia

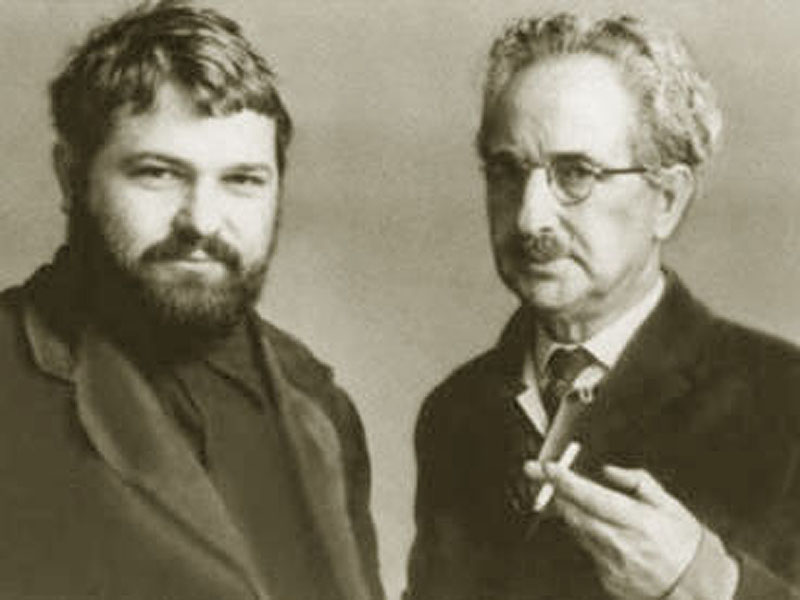
Yulián Semiónov (a la izquierda) y su padre, Semión Aleksándrovich Lyandres (fecha desconocida)

Su padre Semión A. Lyandres fue el organizador de la industria editorial, editor del periódico diario "Izvestia" (fue acusado de complicidad del “saboteador trotskista” Bujarin y reprimido en 1952), su madre Galina Nozdriná fue profesora de historia.
Esposa – Ekaterina Serguéyevna, la hija adoptiva de Serguéi Vladímirovich Mijalkov, fruto del anterior matrimonio de su esposa Natalia Konchalóvskaya (la boda fue celebrada el 12 de abril de 1955). Aunque su vida familiar era bastante difícil, Ekaterina Serguéyevna se desvivía por Semiónov hasta el final después del derrame cerebral en 1990.
Tuvieron dos hijas – Daria y Olga. Daria, la hija mayor, es una artista. Olga, la hija menor, es una periodista, escritora, autora de libros de memorias sobre su padre.

### Educación
Estudió en el Instituto de Estudios Orientales de Moscú, en la facultad del medio oriente, donde se graduó en 1953.
Luego trabajó como profesor del pastún en la Universidad Estatal de Moscú, y también estudió allí en la facultad de historia.

### Carrera en periodismo
Después de obtener un título de intérprete en la Universidad, Semiónov tenía asuntos diplomáticos en los países de Asia Oriental, continuando al mismo tiempo sus estudios científicos en la Universidad Estatal de Moscú (especializando en historia y política persa).
Desde 1955 comenzó a probar suerte en el periodismo: fue publicado en principales periódicos y revistas soviéticas: "Ogoniók", "Pravda", "Literatúrnaya Gazeta", "Komsomólskaya Pravda", "Smena", etc.
En 1960-1970 Semiónov trabajó en el extranjero como periodista de dichas ediciones (en Francia, España, Alemania, Cuba, Japón, EE. UU. y América Latina). Su actividad de periodista estaba llena de aventuras, a menudo peligrosas —él estuvo en la taiga con los cazadores de tigres, en la estación polar, estuvo en la construcción de la línea principal Baikal-Amur y en la abertura de la tubería de diamantes—. Él estaba constantemente en el centro de los eventos políticos importantes de aquellos años —en Afganistán, en la España franquista, Chile, Cuba, Paraguay, rastreando a los nazis escondidos por temor a las represalias y a los líderes de la mafia siciliana, participando en las operaciones militares de guerrilleros vietnamitas y laosianos—.
Semiónov fue uno de los pioneros del llamado: “periodismo de investigación” en aquel país.
Así, en 1974 en Madrid logró entrevistar a un criminal nazi, el favorito de Hitler, Otto Skorzeny, quien se negó categóricamente a encontrarse con cualquier periodista antes. Luego, siendo el corresponsal de “Literatúrnaya Gazeta” en Alemania, el escritor logró entrevistar al ministro del Reich Albert Speer y uno de los líderes de las SS Karl Wolff.
Las conversaciones con estas personas, así como la realización de la investigación con respecto a las búsquedas de la Cámara de Ámbar y otros valores culturales trasladados al extranjero durante la Segunda Guerra Mundial, fueron publicadas por Semiónov en su relato documental "Cara a cara" en 1983.

### Actividad social
- En 1986 Semiónov se convirtió en el presidente de la Asociación Internacional de la Novela negra y Política (en ruso: МАДПР), y redactor jefe del almanaque "Novela negra y política" (fue publicado por dicha Asociación junto con la Agencia de Prensa "Nóvosti" y desempeñó un papel importante en la popularización del género policial en la Unión Soviética).

- La participación de Semiónov en la búsqueda de la famosa Cámara de Ámbar, junto con Georges Simenon, James Aldridge, barón von Falz-Fein y otros miembros famosos de la Comisión Internacional de la búsqueda de la Cámara de Ámbar logró gran renombre.

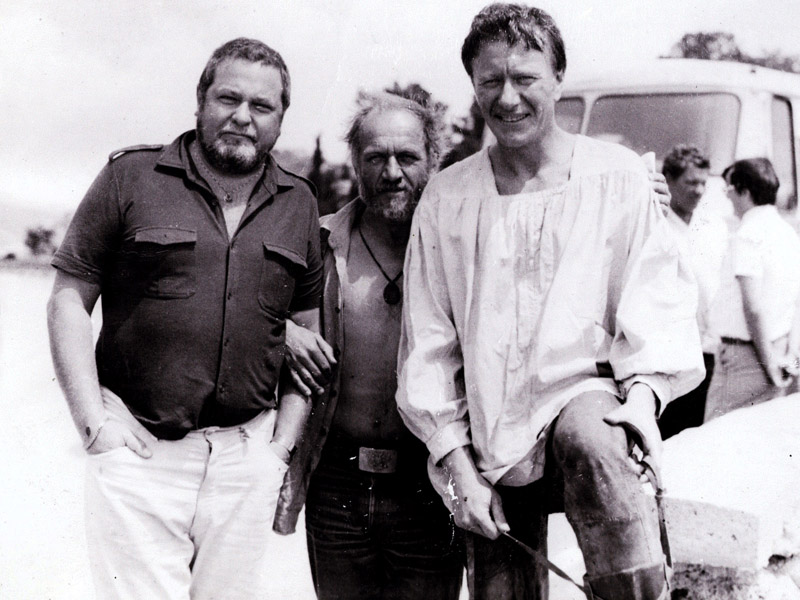
Yulián Semiónov y sus amigos, Andréi Mirónov (a la derecha) y Lev Dúrov (Crimea, fecha desconocida)

- Semiónov, junto con el barón Eduard von Falz-Fein, un aristócrata ruso y emigrante de la primera ola de emigración, se dedicó a buscar y devolver los valores culturales perdidos a Rusia. La actividad del Comité Internacional de restitución de tesoros rusos a la Patria establecido por Semiónov permitió regresar a Rusia los restos del Fiódor Chaliapin, la parte de la biblioteca de Serge Lifar y Serguéi Diáguilev, el maravilloso tapiz con la imagen de la familia real del Palacio de Livadia y muchos otros bienes culturales.

- Con el inicio de la perestroika Semiónov tuvo la oportunidad de cubrir las páginas de la historia soviética, que solía ser un tema prohibido antes. En 1988 apareció la colección de ensayos "Páginas cerradas de historia" y "Novelas no escritas", la filípica narrativa sobre los tiempos y moral del culto a la personalidad de Stalin basada en los documentos históricos, testigos oculares y experiencia personal del autor.

- En 1989 Semiónov fundó la primera edición privada (es decir, no controlada por el gobierno) soviética - el boletín "Top secret" ("Sovershenno sekretno") y se convirtió en su redactor jefe, con salario simbólico de 1 rublo por año.[1]

### Últimos años y muerte

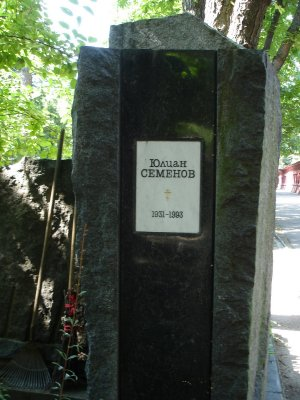
Tumba de Semiónov en el Сementerio de Novodévichi

Tras el repentino derrame cerebral en 1990, Semiónov quedó postrado en cama y no podía volver a trabajar nunca más. Y. S. Semiónov murió el 15 de septiembre de 1993 en Moscú. Fue enterrado en el Cementerio Novodévichi. Enfermedad del escritor y su muerte siguen siendo el punto de partida para expresar las versiones sobre su eliminación.
Según el periodista investigador Vladímir Soloviov, Semiónov fue envenenado en realidad por el KGB para evitar la publicación de los materiales sobre Patriarca de Moscú, Alejo II, y otros funcionarios de la Iglesia Ortodoxa Rusa. Soloviov se refirió a la información proporcionada por Artyom Borovik. El material (una cinta de video) habría sido preparado por el padre Aleksandr Men, que fue asesinado por sicarios desconocidos a la vez. Los materiales fueron publicados más tarde por Gleb Yakunin, que se le dio acceso a los archivos del KGB como un miembro de la Comisión de Lev Ponomariov.

## Carrera literaria

### Primeras obras
La historia "Agente diplomático", la primera obra notable publicada, fue escrita en 1958, después del viaje a Kabul, a donde Semiónov fue enviado como traductor del pastún y dari en 1955.
Primeras obras de ficción de Semiónov no eran las novelas de aventuras - estaban llenas de romanticismo y corrían pueblo trabajador - "Cinco historias de la vida de la geóloga N.I. Ryabínina" (1958) - el ciclo de historias cortas acerca de geólogos, "Días de semana y festivos" (1959) - el ciclo de historias cortas sobre los constructores de la línea principal de taiga, "Gente asalta los cielos"(1960) - una colección de ensayos y relatos cortos sobre los constructores del ferrocarril de Siberia del Sur, "... En la misión oficial" (1962) - la historia sobre pilotos polares (esta historia fue una de las obras "anti-Stalin" más notables publicadas por la revista "Yúnost" a principios de la década de 1960), "Lluvia en tuberías de desagües", "Mi corazón está en las montañas", "Adiós a la mujer amada" y muchas otras.
En 1962 publicó el ciclo de novelas autobiográficas "37 — 56" ("En el verano del trigésimo séptimo", "El otoño del quincuagésimo segundo", "Aquella noche en Yaroslavl", "El destino de soldado de Estados Unidos", "El primer día de libertad") sobre el tema "anti-Stalin". Al final de la década de 1980 Semiónov regresó a estas historias y las incluyó en la edición final "Novelas no escritas".

### Serie "Stirlitz - Isáyev"
La serie de novelas "Crónicas políticas" con su personaje principal - un espía soviético - Stirlitz - Isáiev - le trajo a Semiónov la fama en la Unión Soviética. En la Unión Soviética (y más tarde en Rusia) fueron publicados más de 100 millones de libros de esta serie. Las novelas de esta serie han sido traducidas a muchos idiomas del mundo.
La serie comenzó con la novela corta "No hace falta la contraseña" (1966). Todos estos años Semiónov traza desde el principio la biografía del personaje creado por él. Stirlitz aparece en 12 obras, escritas durante casi 25 años.
En 1969, apareció una popular serie de novelas "Diecisiete instantes de una primavera". Es una historia de trabajo del espía Stirlitz durante los últimos 17 días de la Segunda Guerra Mundial. Una serie de televisión soviética de 1973 fue filmada basándose en esta serie y dirigida por Tatiana Lióznova. La serie cuenta con doce capítulos y trata de la vida del espía soviético Maksim Isáiev que está operando en la Alemania Nazi bajo el nombre de Stirlitz, interpretado por el actor Viacheslav Tíjonov.
También cabe destacar que ninguno de los nazis da la impresión de ser la encarnación del mal. Esto fue ayudado además por los resultados excepcionales de los actores de primera fila ocupados en la serie. "Stirlitz" es la imagen colectiva, en la que el autor encarnó todas las mejores características del espía soviético. 
El autor dividió sus escritos sobre Stirlitz en dos subciclos relacionados:
- "Alternativa" (publicado como la edición en cuatro volúmenes en 1975 -1978), incluye libros como "Diamantes para la Dictadura del Proletariado", "No hace falta la contraseña", "Ternura", "Variante española", "Alternativa", "Tercera carta", "Comandante Torbellino", "Diecisiete instantes de una primavera" y "Una bomba para el Presidente";

- "Posición" (publicado como cuatro volúmenes en 1987), incluye "Diecisiete instantes de una primavera" (se incluye en ambos subciclos), "La Orden es Sobrevivir" y "Expansión" (3 partes).

Novelas con Stirlitz en la sucesión:
- "Diamantes para la Dictadura del Proletariado" (1971), el joven agente de la Checa Maxim Isáiev ha de investigar el tráfico de diamantes que sirve para financiar al exilio ruso zarista en Estonia.

- “No se necesita contraseña” (novela, 1966)— la Checa Ambientado entre los años 1921-22, durante el golpe de Estado de la Guardia Blanca a la República del Lejano Oriente con el apoyo de Japón: narra las acciones militares del comandante Vasili Blücher, la guerra diplomática en el Lejano Oriente, y la inserción del joven espía de la Checa Vladímirov (Maxim Isáiev) en el movimiento de la Guardia Blanca;

- "Ternura" — una historia (1975) sobre los sufrimientos emocionales de Stirlitz en 1927;

- "Variante española" (novela) (1973) — se trata del trabajo de Stirlitz en España en 1938;

- "Alternativa" (1974) — la historia tiene lugar en Yugoslavia en la primavera de 1941;

- "Tercera carta" (1977) — se trata de las actividades de los agentes de Hitler de la Organización de Nacionalistas Ucranianos a principios de la Segunda Guerra Mundial;

- "El Mayor torbellino"  (1967) — se trata del rescate militar de Cracovia por el ejército soviético durante la Segunda Guerra Mundial y las acciones del espía soviético Maxim Isáiev (Stirlitz) quien compromete al programa nuclear alemán "Arma de Venganza";

- "Diecisiete instantes de una primavera" (1969) — posiblemente la más popular de la serie, a Isáiev (Stirlitz) se le asigna la misión de investigar quién de los líderes nazis va a celebrar las negociaciones por separado sobre la tregua con Occidente, esta novela sirvió de base para la serie de TV Diecisiete instantes de una primavera de 1973;

- "La Orden es Sobrevivir" (1982) — se trata de los últimos días del Tercer Reich en la primavera de 1945;

- "Expansión I " (1984) — se trata de confrontación de Isáiev - Stirlitz con Gehlen en la España franquista a finales de la década de 1940;

- "Expansión II" (1984) — la acción tiene lugar en España y en Argentina a fines de la década de 1940;

- "Expansión III" (1984) — la acción tiene lugar en Argentina;

- "Desesperación" (1990) — el regreso del espía Isáiev a la URSS después de la guerra;

- "Una bomba para el Presidente" (1970) — Recrea una historia en torno a la desaparición de un joven científico búlgaro que desaparece en Berlín Occidental mientras investiga las actividades de un tenebroso “consorcio”, dirigido por antiguos miembros de la Gestapo quienes mantienen extrañas relaciones con intereses maoístas en China. El ya envejecido Stirlitz se da a la caza de los últimos reductos del nazismo. La novela fue la base para la serie de televisión de 3 episodios La vida y muerte de Fernando Luce (1976) [cita requerida].

Muchas de las novelas de esta serie han sido llevadas al cine en las décadas de 1960 y 1980.

### Serie de la Militsia
En 1963 se publicó el primer cuento dedicado a la rutina diaria de la milítsia soviética - "Petrovka, 38", una historia sobre la investigación policial del robo de la caja de ahorros. La serie fue continuada por las historias "Ogariova, 6" y "Confrontación". Todas ellas serían filmadas en el futuro.
En aquellos trabajos Semiónov no sólo utilizó una historia cautivadora, sino que también introdujo la construcción del "procedimiento policial" en la literatura soviética. La narración principal consiste en diálogos que alternan con meditaciones del autor y características personajes brillantes.
Las historias de la "Serie de militsia" están unidas por la figura del héroe principal común, un coronel de la milítsia Vladislav Kostenko.
- "Petrovka, 38" (1963) - la investigación del robo de la caja de ahorros.

- "Ogariova, 6" (1972) - la solución de grandes robos de la propiedad socialista en la fábrica de joyas de Piatigorsk y el asesinato en Moscú.

- "Confrontación" (1979) - la investigación de los asesinatos cometidos por un criminal nazi escondido.

- "Reportero" (1987) - la detección del sindicato clandestino para el robo de bienes culturales.

- "El misterio del Kutúzovski Prospekt" (1990) - la investigación del asesinato de la actriz Zoya Fiódorova.

### Novelas políticas e históricas

#### Serie dedicada a la agencia de inteligencia (KGB)
Las novelas de la serie están unidas por la figura del héroe principal, coronel del KGB, Vitali Slavin.
- "TASS está autorizada a anunciar" (1977, filmada en 1984) - la novela corre alrededor de las actividades de contraespionaje soviético para la captura de un agente de la CIA en Moscú a finales de la década de 1970.

- "Nudo Intercontinental" (1986) – sobre la confrontación del coronel Slavin con el agente extranjero una vez conectado con Oleg Penkovsky.

#### Serie autobiográfica
Las obras de este ciclo pueden ser unidas por el protagonista, periodista Dmitri Stepánov. Este personaje autobiográfico de Semiónov actúa en varias obras de series "KGB" y "Militsia" ("TASS está autorizada a anunciar", "Nudo Intercontinental", "Ogariova, 6", "Reportero") y en numerosas novelas líricas ("Lluvia en tuberías de desagües", "Todavía no es otoño", "Líder", etc).
Además, el periodista Stepánov es el protagonista de los siguientes cuentos y novelas:
- "Dúnechka y Nikita" (1965) (la película "No es el día más afortunado" fue filmada en 1966) - es una situación mundana complicada, el centro de la cual parecía ser el divorcio del protagonista;

- "Él me mató cerca de Luang Prabang" (1970) ("Noche en el Paralelo XIV" fue filmada en 1971) - sobre la guerra de Vietnam;

- "Centro de Prensa. Anatomía del crimen político "(1983) (la novela fue filmada en 1988) - se trata de un golpe de Estado en Garivas, el país imaginario;

- "Intersecciones" (1984) - sobre el destino del director que creó su propio teatro;

- "Subasta" (1985) ("Cara a Cara" fue filmada en 1986) - se trata de las búsquedas de los valores culturales perdidos durante la guerra.

En estas obras el escritor confía a su alter ego, el periodista Stepánov, pensamientos sociales y filosóficos en primera persona.

#### Otras novelas políticas e históricas
- "Resultado" (1966) - una película sobre la derrota de las tropas del barón Ungern en Mongolia en los últimos días de la Guerra Civil rusa. La variante literaria difiere evidentemente de la película homónima de 1968.

- "Caprichoso siciliano" (1978) - una historia documental sobre las aventuras de un periodista en Sicilia. Más tarde el autor transfirió el texto de la historia en la nueva edición de "Cara a Cara" en la forma de algunos capítulos dedicados a las relaciones de la mafia con el fascismo.

- "Cara a Cara" ("Búsqueda de la Cámara de Ámbar") (1983) — una historia documental sobre las búsquedas por Semiónov de los bienes culturales trasladados al extranjero durante la Segunda Guerra Mundial.

- "Novelas no escritas" (1990) - la filípica narrativa sobre los tiempos y la moral del culto a la personalidad de Stalin basada en los documentos históricos, testigos oculares y experiencia personal del autor.

- "Revelación" - es una "novela corta en estilo de TV" (definición del autor) sobre la penetración del narcotráfico internacional en la Unión Soviética en los primeros años de la perestroika. Fue publicada en el libro "El desconocido Yulián Semiónov. Revelación" (2008).

- "Comentario sobre Skorzeny" - un cuento corto autobiográfico sobre la creación del boceto "Skorzeny – Cara a Cara" (1974). Se pretendía ser el capítulo de la "Novelas no escritas". Fue publicado en el libro "El desconocido Yulián Semiónov. Revelación" (2008).

- "Barón" - un cuento corto documental de cómo Y. Semiónov y el Barón Eduard von Falz-Fein participan en la transferencia de los restos de Fiódor Ivánovich Chaliapin a Rusia en 1984. Pretendía ser un capítulo de la segunda parte de las "Novelas no escritas". Fue publicado en el libro "El desconocido Yulián Semiónov. Revelación" (2008).

- "Tres traducciones de Omar Cabezas, con comentarios" - una narrativa documental sobre el viaje a Nicaragua en 1985. Fue publicada en el libro "El desconocido Yulián Semiónov. Revelación" (2008). con los extractos de su prosa.

### Novelas y relatos históricos

#### Versiones
- "La muerte de Pedro" (1982) - una versión sobre la muerte de Pedro I de Rusia.

- "La muerte de Stolypin" (1983) - sobre el complot contra Piotr Stolypin.

- "Seudónimo" (1984) - una novela epistolar sobre el trágico destino de O. Henry.

- "Comentario científico" (1985) - una breve historia sobre los últimos días de Vladímir Mayakovski. En la primera edición - "Suicidio".

- "Síndrome de Guchkov" (1989), acerca de las trágicas circunstancias que llevaron a Aleksandr Guchkov a un intento de suicidio.

#### Novelas sobre Feliks Dzerzhinski
“Combustión” - una novela crónica en cuatro volúmenes (1977 - 1987) ("Sin Características distintivas" y "Fracaso de la operación "Terror" fueron filmadas, 1978-1980).
- Libro I. 1900-1904. (1977). En la versión de revista - " Criminal especialmente peligroso.

- Libro II. 1905 – 1906 гг. (1979).

- Libro III. 1907 – 1910 гг. (1987). En la versión de revista – "Irreconciliables".

- Libro IV. 1911 г. (1987).

### Prosa periodística y documental
- “Chung Kuo, Ni Hao!” (1959) — los ensayos sobre China (para los niños). En coautoría con N.P. Konchalovskaya.

- "Vietnam. Laos. 1968 "(1969) – los ensayos sobre la Guerra de Vietnam y guerrilleros de Laos.

- "Diario Vietnamito" (1971) - sobre la guerra de Vietnam.

- "Ruta SP-15 - Borneo" (1971) - notas sobre el viaje a Borneo.

- "En la" cabra "al lobo" (1974) — ensayos, diarios, notas.

- "Volver a la Fiesta" (1975) - ensayos sobre España e Italia.

- "Encuentro" (1977) - informes políticos, historias, diarios.

- "Informe sobre los viajes de negocios" (1986) — selecciones de ensayos y prosa de viaje.

### Colecciones de cuentos
- "Novelas" (1966).

- "Lluvia en tuberías de desagües" (1981).

### Obras de teatro
A partir de los años sesenta el escritor trabajó mucho para el teatro. Muchas de sus obras de este género fueron puestos en escena en la URSS, y luego en Rusia, y en los países de la CEI.
- "La verdad por 9 rublos por la pieza" (1961).

- "Niños de padres"(1962).

- "Ve y no tengas miedo" (1963).

- "Petrovka, 38" (1964).

- "Autopista hacia la Osa Mayor" (1964).

- "Cifrado para Blucher" (1966).

- "Provocación" (1968).

- "A tientas al mediodía" (1969) - en coautoría con Gueorgui Wainer.

- "Ogariova, 6" (1973).

- "Dos caras de Pierre-Augustin de Beaumarchais".

- "Búsqueda-891. Experiencia del periodismo teatral" (1981).

- "Resumen" (1988) — censurado, prohibido que se disputará y perdido.

- "Proceso-38" (1990).

En 1988 Yulián Semiónov, Vasili Livánov y Vitali Solomin fundaron el Teatro Experimental de Moscú "Detectiv". En 1992, cuando Semiónov ya estaba en un estado de enfermedad grave, y Livánov dirigió el grupo, el teatro fue cerrado debido al conflicto con el arrendador del inmueble.

## Cine
Durante toda su vida Semiónov escribió guiones para películas, basadas principalmente en sus obras. La filmografía del escritor cuenta con más de 20 obras adaptadas para la pantalla. Entre ellas - "Comandante Torbellino" (1967), "Diecisiete instantes de una primavera" (1973), "Petrovka, 38" (1980), "Tass está autorizado a anunciar..." (1984 ), "Confrontación" (1985).
Semiónov también dirigió la película Noche en el paralelo 14 (1971) y actuó en películas como Días de semana y festivos (1961) y Solaris (1972, dirigida por Andréi Tarkovski).

## Memoria

### "El desconocido Yulián Semiónov"
Edición en dos volúmenes (2009), compuesta u comentada por la hija del escritor, O. Semiónova, contiene un material vasto relacionado con la vida y las actividades sociales de Y. Semiónov, sus textos poco conocidos y notas acerca de él.
- "Revelación" - el volumen contiene las obras de Yulián Semiónov que no fueron publicadas antes o poco conocidas. Novelas cortas "Barón", "Comentario sobre Skorzeny", "Revelación", "Tres traducciones de Omar Cabezas, con comentario", piezas "Dos caras de Pierre-Augustin de Beaumarchais", "Niños de padres", "Proceso-38", historias, artículos, reseñas.

- "Me moriré por un tiempo" - el volumen incluye la correspondencia de Y. Semiónov con su padre S. Lyandres y con su familia, las cartas de lectores, amigos y compañeros de trabajo; artículos sobre las obras del escritor, entrevistas, recuerdos del escritor (por E. Primakov, V. Livánov, N. Mijalkov, L. Anninski, A. Karmén, V. Kevorkov, etc), los diarios de la década de 1960 con notas de viaje.

### Casa Museo de Yulián Semiónov en Crimea
En 2007 la hija menor del escritor Olga Semiónova abrió casa museo memorial de su padre en el pueblo de Oliva (Crimea, Ucrania), donde el escritor vivió y trabajó durante sus últimos años.
- En 2011, en homenaje al 80 º aniversario del nacimiento del escritor, la Fundación Cultural de Yulián Semiónov y la Unión de Periodistas de Moscú estableció el premio anual Yulián Semiónov en el campo del periodismo geopolítico extremo.

- En 2012 un monumento a Semiónov se montó en Yalta (Crimea, Ucrania). El autor del monumento es el escultor Aleksandr Rukavíshnikov.

### Películas documentales sobre Yulián Semiónov
- "Como fueron ídolos. Yulián Semiónov" (dirigida por Mijaíl Rogovoy, 2005)

- "Yulián Semiónov. Información para reflexionar" (dirigida por Aleksandr Pasechny, 2006)

- "Yulián Semiónov. Agente de influencia" (dirigida por Mijaíl Kuzovénkov, 2006)

- "Yulián Semiónov. Bajo el sello «Secreto» (dirigido por Alekséi Alenin, 2007)

- "Las historias sobre el padre. Yulián Semiónov a través de los ojos de su hija" (dirigida por Alevtina Tolkunova, 2011)

- "Él sabía demasiado..." (dirigida por Konstantín Smilga, guion de Dmitri Lijánov, 2011)

- "El desconocido Yulián Semiónov" (dirigida por Serguéi Staféiev, 2011)